# Де Сјерво (Напуљ)
Де Сјерво је насеље у Италији у округу Напуљ, региону Кампанија.
Према процени из 2011. у насељу је живело 90 становника. Насеље се налази на надморској висини од 71 м.